# Canoagem nos Jogos Olímpicos de Verão de 2008
As competições de canoagem nos Jogos Olímpicos de Verão de 2008 foram realizadas no Parque Olímpico Shunyi, na China entre 11 e 23 de agosto. Dezesseis eventos distribuíram medalhas, sendo doze provas para homens e quatro para mulheres.

## Calendário
| Agosto   | 6 | 7 | 8 | 9 | 10 | 11 | 12 | 13 | 14 | 15 | 16 | 17 | 18 | 19 | 20 | 21 | 22 | 23 | 24 | T  |
| -------- | - | - | - | - | -- | -- | -- | -- | -- | -- | -- | -- | -- | -- | -- | -- | -- | -- | -- | -- |
| Canoagem |   |   |   |   |    |    | 2  |    | 2  |    |    |    |    |    |    |    | 6  | 6  |    | 16 |

|  | Dia de competição |  | Dia de final |

## Eventos

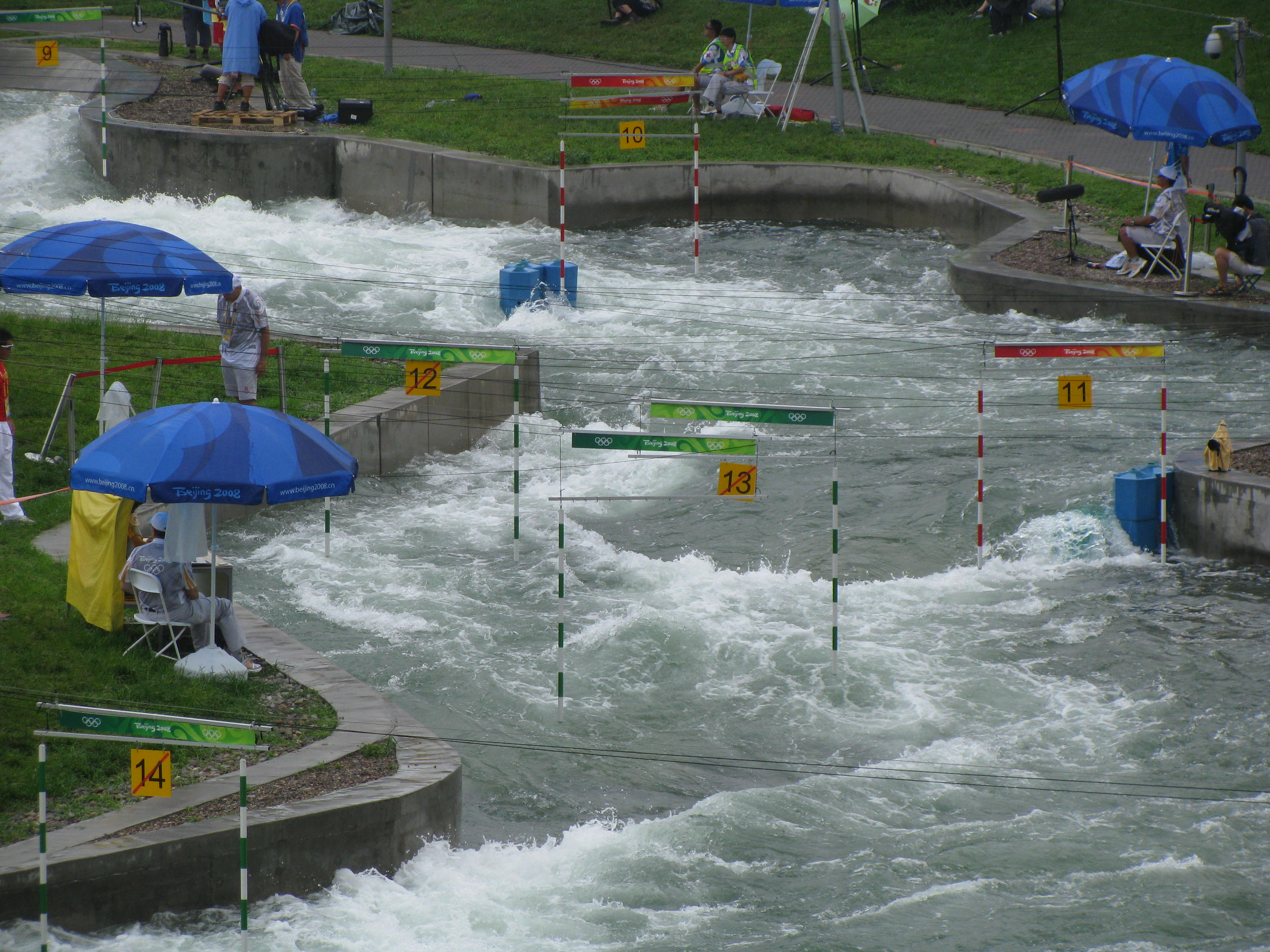
Percurso da canoagem slalom no Parque Olímpico Shunyi

Velocidade
- K-1 500 m masculino
- K-1 1000 m masculino
- K-2 500 m masculino
- K-2 1000 m masculino
- K-4 1000 m masculino
- K-1 500 m feminino
- K-2 500 m feminino
- K-4 500 m feminino
- C-1 500 m masculino
- C-1 1000 m masculino
- C-2 500 m masculino
- C-2 1000 m masculino

Slalom
- K-1 masculino
- K-1 feminino
- C-1 masculino
- C-2 masculino

## Medalhistas

### Velocidade
Masculino
| Evento                   | Ouro                                                                                   | Prata                                                                     | Bronze                                                                            |
| ------------------------ | -------------------------------------------------------------------------------------- | ------------------------------------------------------------------------- | --------------------------------------------------------------------------------- |
| C-1 500 metros detalhes  | Maxim Opalev RUS Rússia                                                                | David Cal ESP Espanha                                                     | Iurii Cheban UKR Ucrânia                                                          |
| C-1 1000 metros detalhes | Attila Vajda HUN Hungria                                                               | David Cal ESP Espanha                                                     | Thomas Hall CAN Canadá                                                            |
| C-2 500 metros detalhes  | Meng Guanliang Yang Wenjun CHN China                                                   | Sergey Ulegin Alexander Kostoglod RUS Rússia                              | Christian Gille Thomasz Wylenzek GER Alemanha                                     |
| C-2 1000 metros detalhes | Andrei Bahdanovich Aliaksandr Bahdanovich BLR Bielorrússia                             | Christian Gille Tomasz Wylenzek GER Alemanha                              | György Kozmann Tamás Kiss HUN Hungria                                             |
| K-1 500 metros detalhes  | Ken Wallace AUS Austrália                                                              | Adam van Koeverden CAN Canadá                                             | Tim Brabants GBR Grã-Bretanha                                                     |
| K-1 1000 metros detalhes | Tim Brabants GBR Grã-Bretanha                                                          | Eirik Verås Larsen NOR Noruega                                            | Ken Wallace AUS Austrália                                                         |
| K-2 500 metros detalhes  | Saúl Craviotto Carlos Pérez ESP Espanha                                                | Ronald Rauhe Tim Wieskotter GER Alemanha                                  | Raman Piatrushenka Vadzim Makhneu BLR Bielorrússia                                |
| K-2 1000 metros detalhes | Martin Hollstein Andreas Ihle GER Alemanha                                             | Kim Wraae Knudsen René Holten Poulsen DEN Dinamarca                       | Andrea Facchin Antonio Massimiliano Scaduto ITA Itália                            |
| K-4 1000 metros detalhes | Raman Piatrushenka Aliaksei Abalmasau Artur Litvinchuk Vadzim Makhneu BLR Bielorrússia | Richard Riszdorfer Michal Riszdorfer Erik Vlček Juraj Tarr SVK Eslováquia | Lutz Altepost Norman Brockl Torsten Eckbrett Bjorn Hogel Goldschmidt GER Alemanha |

Feminino
| Evento                  | Ouro                                                                              | Prata                                                                 | Bronze                                                                |
| ----------------------- | --------------------------------------------------------------------------------- | --------------------------------------------------------------------- | --------------------------------------------------------------------- |
| K-1 500 metros detalhes | Inna Osypenko-Radomska UKR Ucrânia                                                | Josefa Idem ITA Itália                                                | Katrin Wagner-Augustin GER Alemanha                                   |
| K-2 500 metros detalhes | Katalin Kovács Natasa Janics HUN Hungria                                          | Beata Mikolajczyk Aneta Konieczna POL Polônia                         | Marie Delattre Anne-Laure Viard FRA França                            |
| K-4 500 metros detalhes | Fanny Fischer Nicole Reinhardt Katrin Wagner-Augustin Conny Wassmuth GER Alemanha | Katalin Kovács Gabriella Szabó Danuta Kozák Natasa Janics HUN Hungria | Lisa Oldenhof Hannah Davis Chantal Meek Lyndsie Fogarty AUS Austrália |

### Slalom
Masculino
| Evento       | Ouro                                                 | Prata                                             | Bronze                                       |
| ------------ | ---------------------------------------------------- | ------------------------------------------------- | -------------------------------------------- |
| C-1 detalhes | Michal Martikán SVK Eslováquia                       | David Florence GBR Grã-Bretanha                   | Robin Bell AUS Austrália                     |
| C-2 detalhes | Pavol Hochschorner Peter Hochschorner SVK Eslováquia | Jaroslav Volf Ondřej Štěpánek CZE República Checa | Mikhail Kuznetsov Dmitry Larionov RUS Rússia |
| K-1 detalhes | Alexander Grimm GER Alemanha                         | Fabien Lefèvre FRA França                         | Benjamin Boukpeti TOG Togo                   |

Feminino
| Evento       | Ouro                         | Prata                             | Bronze                               |
| ------------ | ---------------------------- | --------------------------------- | ------------------------------------ |
| K-1 detalhes | Elena Kaliská SVK Eslováquia | Jacqueline Lawrence AUS Austrália | Violetta Oblinger-Peters AUT Áustria |

## Quadro de medalhas
| Ordem | País                | Medalha de ouro | Medalha de prata | Medalha de bronze |    | Ordem por total |
| ----- | ------------------- | --------------- | ---------------- | ----------------- | -- | --------------- |
| 1     | GER Alemanha        | 3               | 2                | 3                 | 8  | 1               |
| 2     | SVK Eslováquia      | 3               | 1                |                   | 4  | 3               |
| 3     | HUN Hungria         | 2               | 1                | 1                 | 4  | 3               |
| 4     | BLR Bielorrússia    | 2               |                  | 1                 | 3  | 5               |
| 5     | ESP Espanha         | 1               | 2                |                   | 3  | 5               |
| 6     | AUS Austrália       | 1               | 1                | 3                 | 5  | 2               |
| 7     | GBR Grã-Bretanha    | 1               | 1                | 1                 | 3  | 5               |
| 7     | RUS Rússia          | 1               | 1                | 1                 | 3  | 5               |
| 8     | UKR Ucrânia         | 1               |                  | 1                 | 2  | 9               |
| 9     | CHN China           | 1               |                  |                   | 1  | 13              |
| 11    | CAN Canadá          |                 | 1                | 1                 | 2  | 9               |
| 11    | FRA França          |                 | 1                | 1                 | 2  | 9               |
| 11    | ITA Itália          |                 | 1                | 1                 | 2  | 9               |
| 14    | DEN Dinamarca       |                 | 1                |                   | 1  | 13              |
| 14    | NOR Noruega         |                 | 1                |                   | 1  | 13              |
| 14    | POL Polônia         |                 | 1                |                   | 1  | 13              |
| 14    | CZE República Checa |                 | 1                |                   | 1  | 13              |
| 18    | AUT Áustria         |                 |                  | 1                 | 1  | 13              |
| 18    | TOG Togo            |                 |                  | 1                 | 1  | 13              |
| TOTAL | TOTAL               | 16              | 16               | 16                | 48 | —               |